# زنده باد پادشاه جولین
زنده باد پادشاه جولین یک سریال انمیشنی، محصول کشور آمریکا است. شخصیت اصلی های این سریال پادشاه جولین، موریس و مورت است و ماجراهای این مجموعه، قبل از فیلم اصلی ماداگاسکار اتفاق می افتد. این دومین سریال دریم ورکس انیمیشن است که بر اساس فرنچایز ماداگاسکار ساخته شده است.
اولین قسمت این سریال در ۱۹ دسامبر ۲۰۱۴، در نتفلیکس پخش شد که پنج قسمت اول آن ۲۲ دقیقه بود. فصل ۲ در ۱۶ اکتبر ۲۰۱۵ منتشر شد. فصل ۳ در ۱۷ ژوئن ۲۰۱۶  و فصل ۴ در ۱۱ نوامبر ۲۰۱۶  منتشر شد. فصل پنجم، که نام زنده باد پادشاه جولین: تبعید شده را داشت، در ۱۲ مه ۲۰۱۷ منتشر شد. فصل ششم و پایانی در ۱ دسامبر ۲۰۱۷ منتشر شد.